# 그레이트야머스구

그레이트야머스구의 위치

그레이트야머스구(영어: Borough of Great Yarmouth)는 잉글랜드 노퍽주에 위치한 비도시 자치구로 중심 도시는 그레이트야머스이며 인구는 98,172명(2014년 기준), 면적은 174.0km2이다.